# 赵龙 (1946年)
赵龙（1946年1月—），男，汉族，山西榆次人，中华人民共和国政治人物，曾任中国民主建国会中央委员会常务委员、江苏省委员会主任委员，第十一届全国政协委员。

## 生平
2002年12月，中国民主建国会第八次全国代表大会在北京召开，并选举产生第八届中央委员会，他当选常务委员。2008年，当选第十一届全国政协常务委员，代表中国民主建国会，分入第八组。